# Quan hệ Clairaut
Quan hệ Clairaut, được đặt theo tên của Alexis Claude de Clairaut, là một công thức trong hình học vi phân cổ điển. Công thức liên quan khoảng cách r(t) từ một điểm trên một vòng tròn lớn của hình cầu đơn vị đến trục z và góc θ(t) giữa vectơ tiếp tuyến và đường tròn vĩ độ:
{\displaystyle r(t)\cos \theta (t)={\text{hằng số}}.\,}
Quan hệ vẫn có hiệu lực đối với nghiên cứu trắc địa trên một bề mặt xoay tùy ý.
Một tuyên bố toán học chính thức về quan hệ Clairaut là:
Đặt γ là trắc địa trên mặt tròn xoay  S ,  ρ là khoảng cách của một điểm S từ trục quay và để là góc giữa và kinh tuyến của S. Khi đó ρ sin ψ không đổi dọc theo γ. Ngược lại, nếu ρ sin ψ không đổi dọc theo một số đường cong trên bề mặt và nếu không có phần nào của γ là một phần của một số đường song song của S, thì γ là một trắc địa.— Andrew Pressley: Elementary Differential Geometry, p. 183
Pressley (p. 185) giải thích định lý này như là một biểu thức bảo toàn động lượng góc về trục xoay khi một hạt trượt dọc theo trắc địa dưới không có lực nào khác ngoài những lực giữ nó trên bề mặt.